# Вајтенхаген (Источна Западна Померанија)
Вајтенхаген (њем. Weitenhagen) град је у њемачкој савезној држави Мекленбург-Западна Померанија. Једно је од 89 општинских средишта округа Остфорпомерн. Према процјени из 2010. у граду је живјело 1.551 становника. Посједује регионалну шифру (AGS) 13059099.

## Географски и демографски подаци
Вајтенхаген се налази у савезној држави Мекленбург-Западна Померанија у округу Остфорпомерн. Град се налази на надморској висини од 12 метара. Површина општине износи 21,0 km². У самом граду је, према процјени из 2010. године, живјело 1.551 становника. Просјечна густина становништва износи 74 становника/km².